# 平林
『平林』（ひらばやし）は古典落語の演目。別題に『字ちがい』（じちがい）、『名ちがい』（なちがい）。また、上方落語では『たいらばやし』。原話は『醒睡笑』の一編「推は違うた」。別題の1つに『字ちがい』があるが、字が違っているわけではないとしてあえて『名ちがい』で演じる場合がある。

## あらすじ
ある商家の旦那が丁稚の定吉を呼び、急ぎ、隣町の平林（ひらばやし）さんに手紙を届け、返事を貰ってきて欲しいという。手紙の宛名には「平林」と書かれているものの、文字が読めない定吉は、忘れないように「ヒラバヤシ、ヒラバヤシ」と唱えながら、目的地に向かう。しかし結局、ふとしたことで忘れてしまう。
困った定吉は通りかかった大人に手紙の宛名を見せ、「平林」を何と読むかと尋ねる。実は相手も文字をあまり読めず、子どもの手前、知ったかぶって「それはタイラバヤシだ」と言う。違和感を覚えながらも定吉は今度は「タイラバヤシ」を繰り返しながら進み、目的地近くまで来た所、近くにいた人に「タイラバヤシさんのお宅を知りませんか？」と手紙を見せて尋ねる。すると相手は、これは「ヒラリン」と読むと教える。同様に他の者は「イチハチジュウノモクモク（一八十の木木）」、次の者は「ヒトツトヤッツデトッキッキ（一つと八つで十っ木っ木）」と定吉に言う。
困った定吉は、それなら全部言いながら歩けば、これを聞いた誰かが気づいて教えてくれるだろうと、「タイラバヤシかヒラリンか、イチハチジュウノモークモク、ヒトツトヤッツデトッキッキ」とリズミカルに歌いながら歩く。
やがて定吉の周りに人だかりができる。そこを通りかかった、定吉と顔見知りの職人の男が駆け寄ると、定吉は泣きながらお使いの行き先がわからなくなったと職人に訴える。職人がその手紙を誰に届けるんだと聞くと、定吉は答える。
「はい、ヒラバヤシさんのところです」 

## 落ちについて
本演目は落ち（サゲ）のバリエーションを増やしやすく、様々なものがある。
- 最後、職人が「ヒラバヤシ」だと正しい読み方を教えるが、定吉が間違っていると否定するもの。
- 衆人に「気違いじゃないか？」と言われ、「いえ、名違いです」と答える。
- 衆人に「新しい祭囃子か？」と言われ、「いえ、ヒラバヤシです」と答える。
- 平林本人が現れ、名乗った上で誰を探しているのかと聞かれて、「惜しい。似ているけど違う人」と答える。